# يو إف سي 175
يو إف سي 175: ويدمان ضد ماتشيدا (بالإنجليزية: UFC 175: Weidman vs. Machida)‏ هو حدث لفنون القتال المختلطة نظمته يو إف سي، أُقيم في 5 يوليو 2014، على ميشيلوب ألترا أرينا في لاس فيغاس، نيفادا، الولايات المتحدة.